# کرین ویار
کرین ویار (فرانسوی: Karin Viard‎؛ زادهٔ ۲۴ ژانویهٔ ۱۹۶۶) هنرپیشه اهل کشور فرانسه است. وی از سال ۱۹۸۶ میلادی تاکنون مشغول فعالیت بوده‌است. این هنرمند در سال ۲۰۰۳ عضو هیئت داوران جشنواره فیلم کن بوده است. از فیلم‌هایی که وی در آنها نقش داشته‌است می‌توان به آهنگ شیرین، نفرت، هرکس را که می‌خواهید ببوسید، معجون زمان ۴ و پاریس اشاره کرد.

## زندگینامه

### دوران کودکی و نوجوانی
کرین میشل ویار دختر یک مدیر سکوی نفتی است و سال های اولیه زندگی خود را در اوران در الجزایر گذراند، جایی که پدرش در آنجا کار می‌کرد. او چهار ساله بود که پدر و مادرش طلاق گرفتند. او به همراه خواهرش نادژ به Sainte-Marguerite-sur-Duclair در نزدیکی روئن فرستاده شد تا با پدربزرگ و مادربزرگ مادری‌اش، زندگی کند. آنها دو خواهر را بزرگ کردند، با این حال در تعطیلات با مادرشان ملاقات می‌کردند.
کودکی، کرین ویار هیچ تحسین خاصی برای بازیگران زن ندارد اما او عاشق بازیگر آمریکایی اسپنسر تریسی بود. رویای او برای بازیگر شدن توسط پدربزرگ و مادربزرگش که او را به دیدن اپرت می برند تقویت می شد. آنها از آنجایی که طراح داخلی بودند، برای تئاتر هنر در روئن نیز کار کرده بودند. در ۱۴ سالگی، ویار در کارگاه تئاتر کلاب مد شرکت کرد جایی که مادرش شاغل بود.
او مدرک لیسانس ادبیات دارد.

### زندگی خصوصی
از سال ۱۹۹۲ تا ۲۰۱۷، کرین ویار با لوران ماچول فیلم‌بردار و مهندس صدا زندگی مشترک داشت. از این رابطه دو دختر به نام های مارگریت (زادهٔ ۱۹۹۸) و سیمون (۲۰۰۰) حاصل آن است. او از سال ۲۰۱۹ با مانوئل هررو، کارگردان و تهیه کننده مستند‌های ورزشی رابطه دارد. این دو در ژوئن ۲۰۲۲ بایکدیگر ازدواج کردند.

## جوایز و افتخارات
- جایزه سزار بهترین بازیگر نقش اصلی زن برای فیلم Haut les cœurs!- سال ۱۹۹۹
- جایزه سزار بهترین بازیگر نقش مکمل زن برای فیلم Summer Things- سال ۲۰۰۲
- سه بار نامزدی جایزه سزار
- برنده جایزه بهترین بازیگر نقش اصلی زن در جشنواره بین‌المللی فیلم مونترال برای فیلم The Role of Her Life- سال ۲۰۰۵